# إدغيرتون (ألبرتا)
إدغيرتون (بالإنجليزية: Edgerton, Alberta) هي قرية تقع في كندا في ألبرتا. يقدر عدد سكانها بـ 317 نسمة ومساحتها 1.89 كم2 وترتفع عن سطح البحر 650 متر.